# Villetta (Toskana)
Villetta (Villetta della Garfagnana) ist ein Ortsteil (Fraktion, italienisch frazione) von San Romano in Garfagnana in der Provinz Lucca, Region Toskana in Italien.

## Geografie
Der Ort liegt ca. 3 km südöstlich des Hauptortes San Romano in Garfagnana, ca. 38 km nördlich der Provinzhauptstadt Lucca und ca. 85 km nordwestlich der Regionshauptstadt Florenz im oberen Tal des Serchio in der Landschaft der Garfagnana. Der Ort liegt bei 448 m und hatte 2001 ca. 320 Einwohner. Nächstgelegene Orte sind Sillicagnana (ebenfalls Ortsteil von San Romano in Garfagnana) und Pontecosi (Ortsteil von Pieve Fosciana). Westlich des Serchio liegt der Ort Poggio (Ortsteil von Camporgiano).

## Geschichte
Der Ort bestand im 10. Jahrhundert unter dem Namen Villa di Bacciano und war Teil der Terra di Bacciano, einem Gebiet, das den Grafen von Bacciano (Conti di Bacciano) unterstand. Nach der Entmachtung der Bacciano fiel das Gebiet an Lucca, die es der zunächst der Vicaria di Perpore Supra und dann der Vicaria di Camporgiano zuordneten. Im Konflikt zwischen Florenz und Lucca wandte sich der Ort Ferrara und Leonello d’Este (1407–1450) zu  und verblieb unter der Herrschaft der Familie der Este bis zur Einheit Italiens.

## Sehenswürdigkeiten

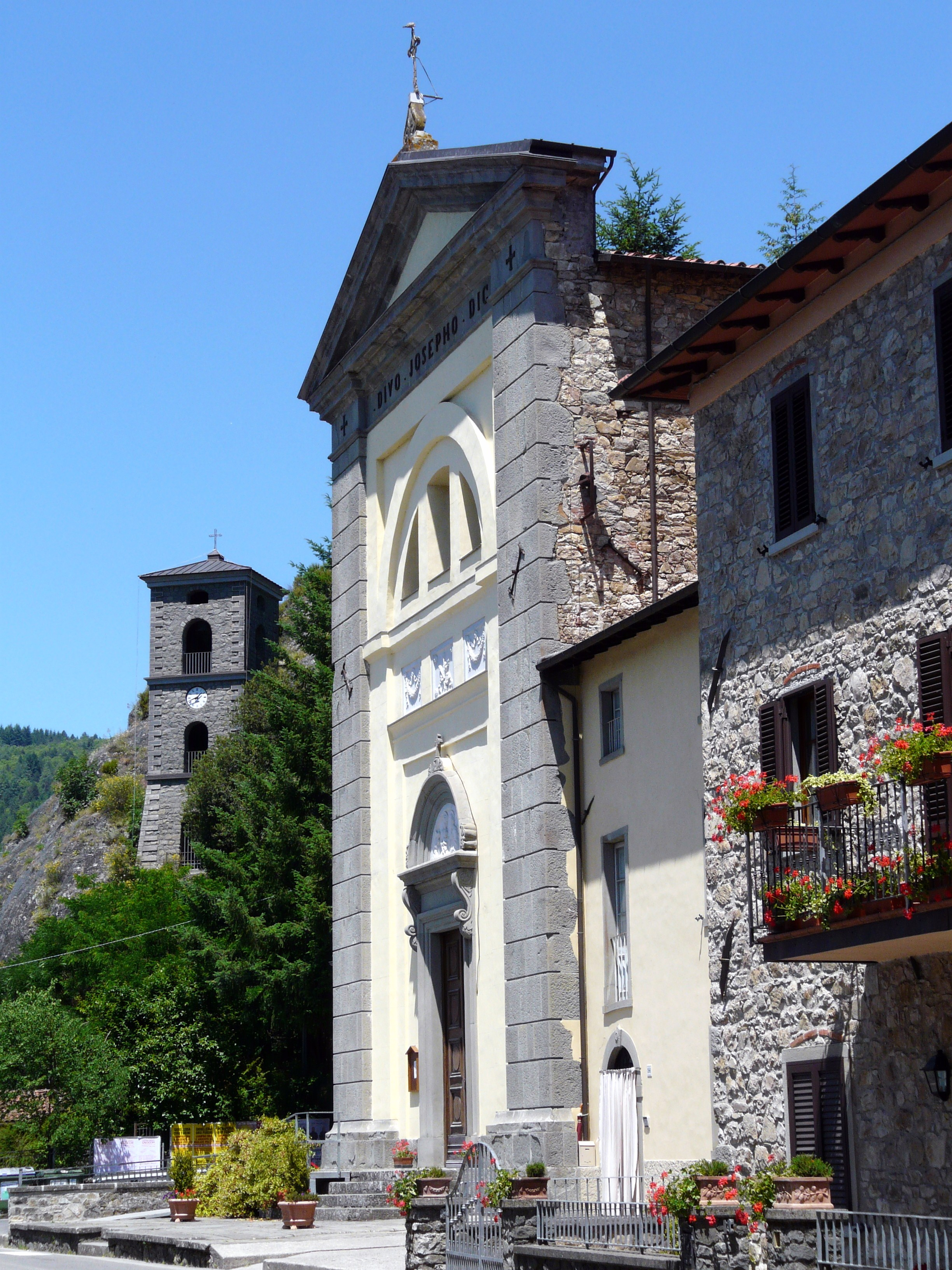
Die Kirche San Giuseppe, im Hintergrund der entfernt gelegene Glockenturm

- San Giuseppe (San Giuseppe e Pantaleone), Kirche im Ortskern, die den Titel der nicht mehr aktiven Kirche von Sambuca mitträgt. Wurde 1902 zur Pfarrkirche erhoben.[4]
- Chiesa di San Pantaleone, Kirche in der Località Sambuca. Wurde 1348 mit der nicht mehr vorhandenen Kirche San Lorenzo a Bacciano zusammengelegt, bei Kriegshandlungen im 15. Jahrhundert stark beschädigt und 1444 wieder aufgebaut. Erhielt 1612 die Taufrechte von der Pieve in Pieve Fosciana, zu der sie bis dahin gehörte.[4]
- Ponte di Villetta, Eisenbahnbrücke der Bahnstrecke Aulla–Lucca aus den 1930er Jahren mit einer Länge von 408 m. Der zentrale Bogen hat eine Höhe von 54 m. Wurde im Zweiten Weltkrieg zerstört und in den 1950er Jahren wieder aufgebaut.[5]
- Ponte di Bacciano, Brückenruine am Serchio nahe der Località Bacciano bei Villetta. Wurde erstmals 1345 dokumentiert.[6]
- Castellaccio di Bacciano, Burgruine nahe der Località Bacciano bei Villetta. Die Burg entstand um das 11./12. Jahrhundert.[7]

## Verkehr
- Der Haltepunkt Villetta San Romano liegt an der Bahnstrecke Aulla Lunigiana–Lucca.

## Bilder

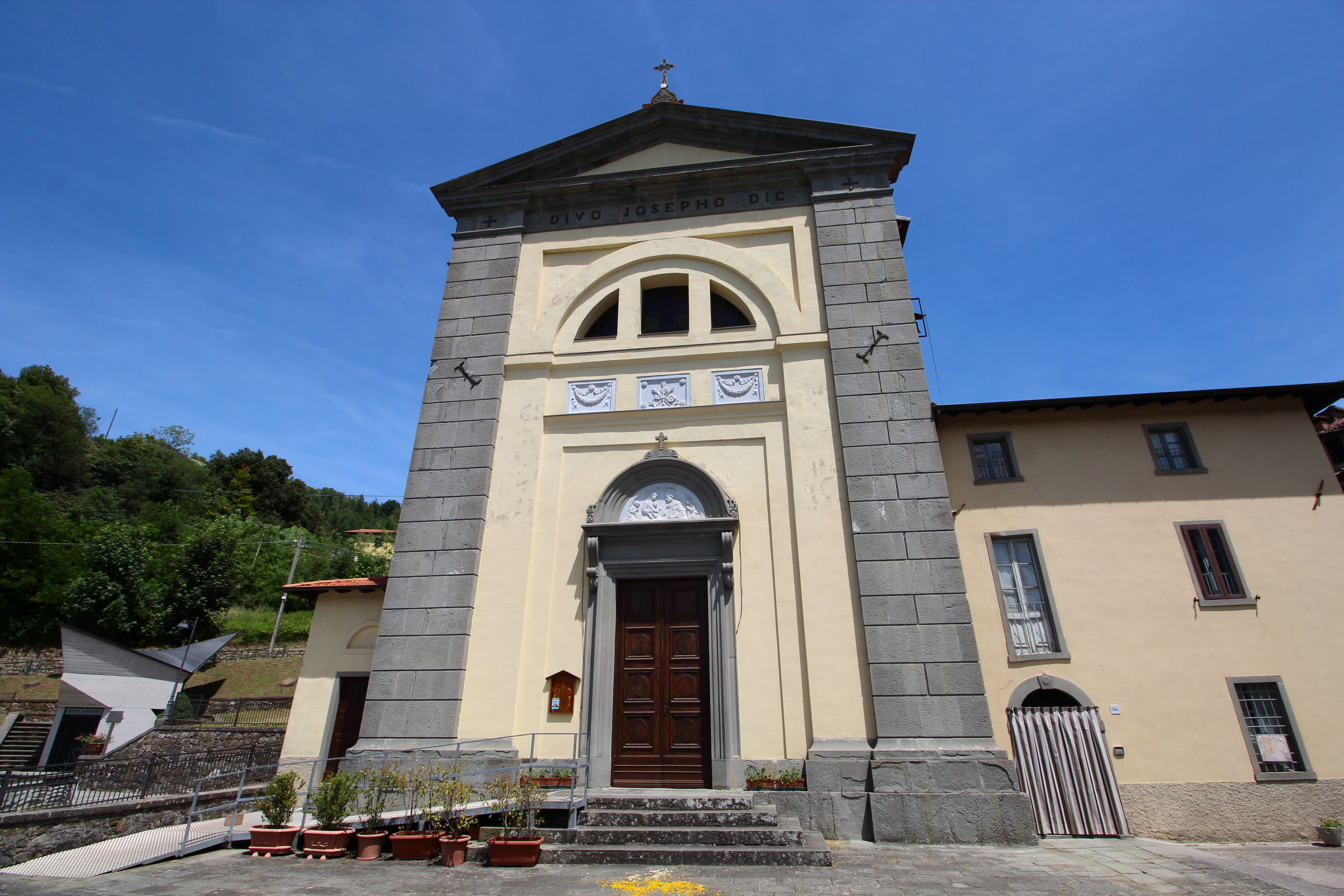
Die Fassade der Kirche San Giuseppe
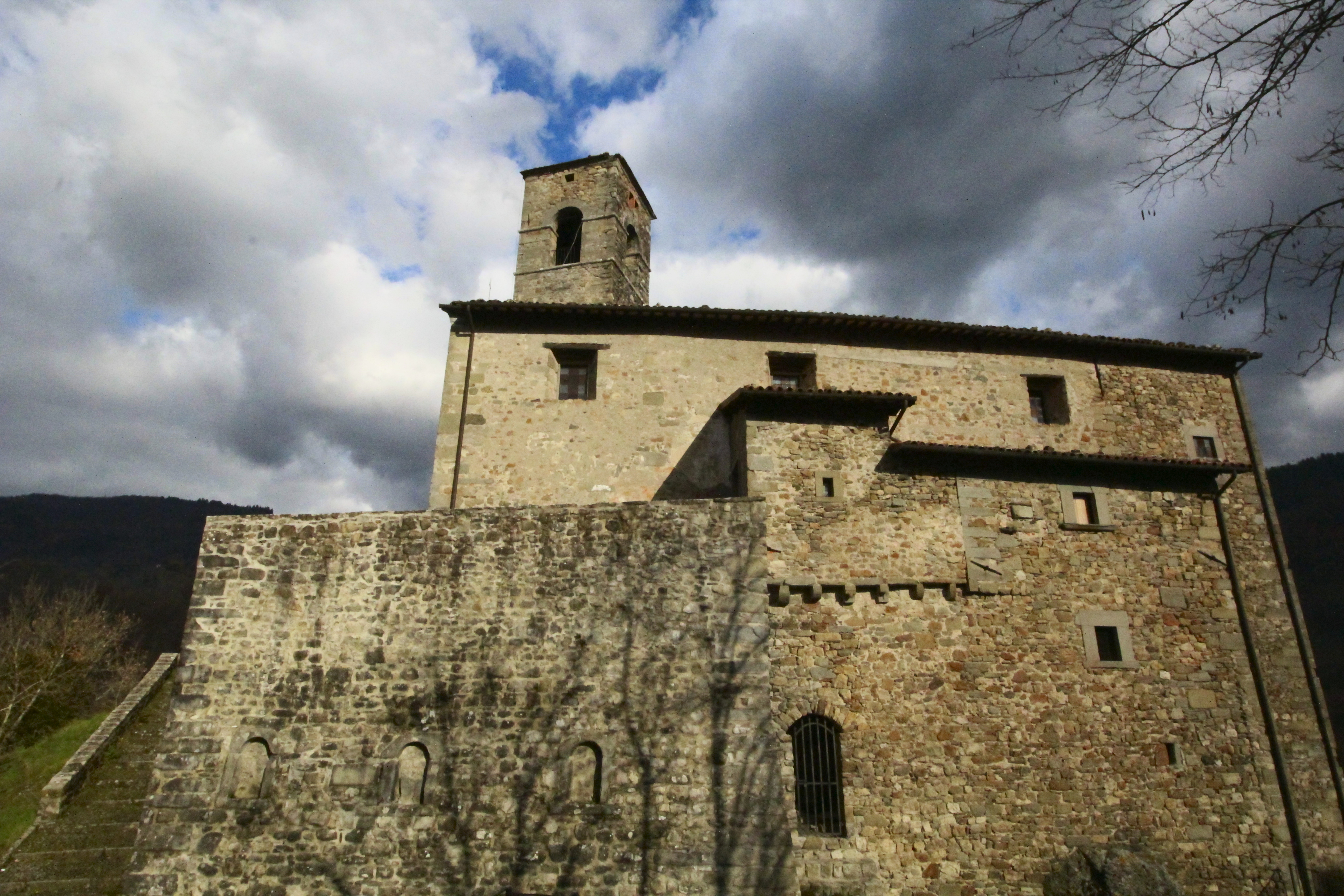
Die Kirche San Pantaleone a Sambuca
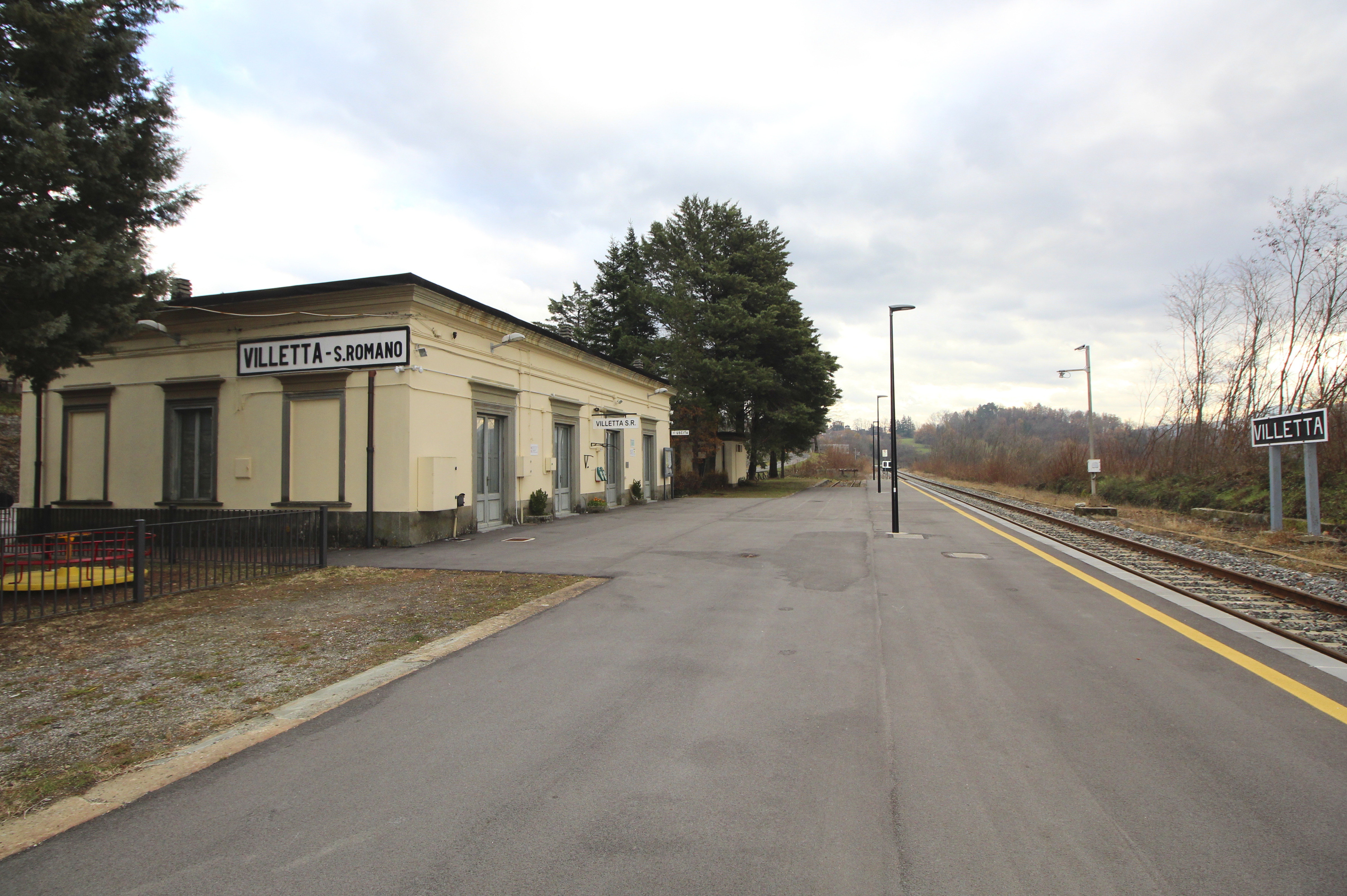
Der Bahnhof Villetta San Romano
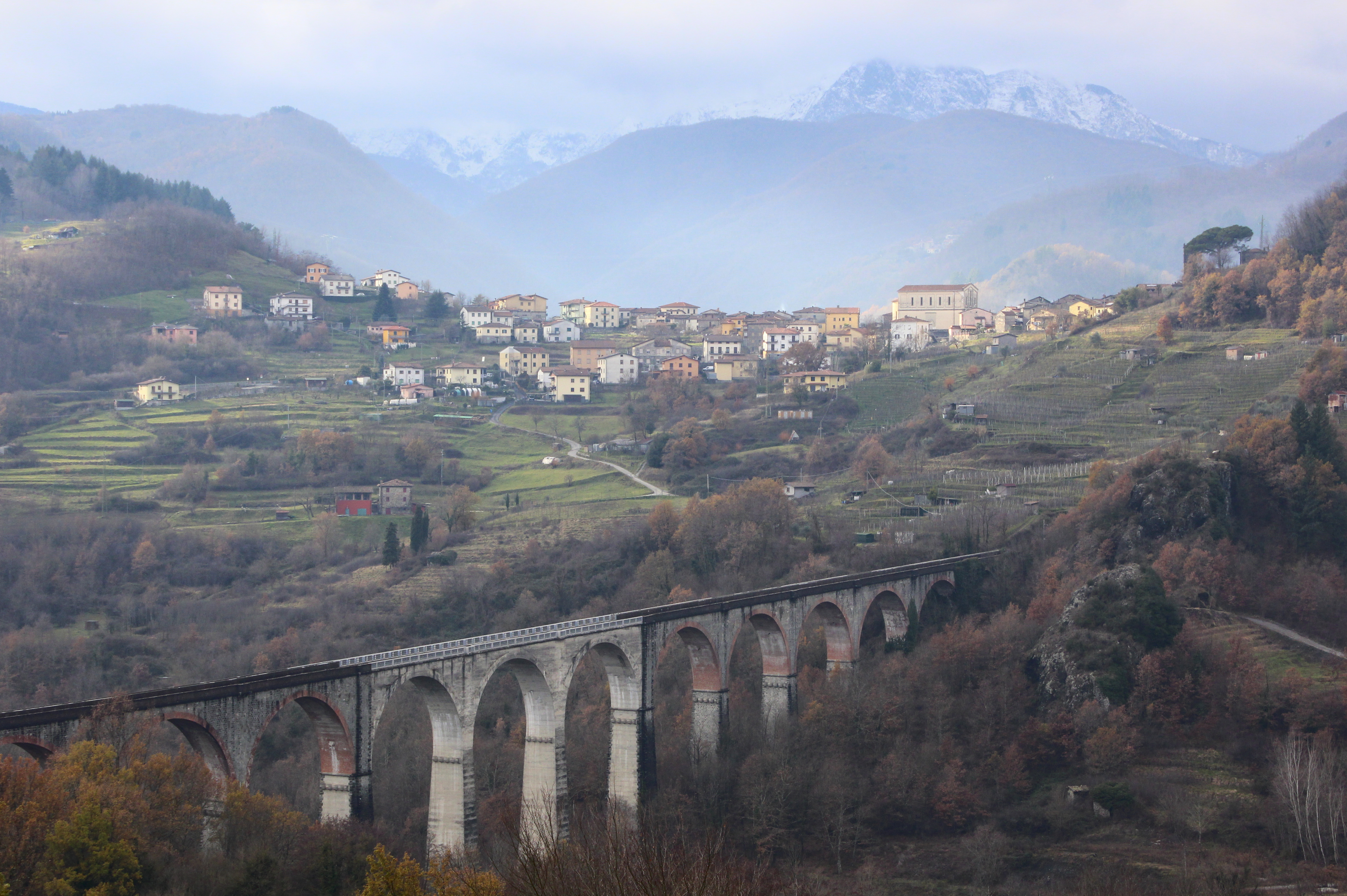
Die Eisenbahnbrücke Ponte di Villetta, im Hintergrund Poggio